# Lisa Urech
Pour les articles homonymes, voir Urech.
Lisa Urech, née le 27 juillet 1989 dans le canton de Berne, est une athlète suisse spécialiste du 100 mètres haies.

## Carrière
Sixième des Championnats d'Europe espoirs 2009, elle participe aux Championnats du monde de Berlin où elle est éliminée dès le premier tour des séries du 100 mètres haies (13 s 36). En 2010, Lisa Urech descend pour la première fois sous les 13 secondes en réalisant 12 s 84 au meeting de Lugano. Sélectionnée pour les Championnats d'Europe de Barcelone fin juillet, elle se classe septième de la finale du 100 m haies dans le temps de 13 s 02. Plus tard dans la saison, elle améliore son record personnel avec 12 s 81, établi lors du meeting de Zurich.
Le 7 juin 2012, lors des Bislett Games d'Oslo, 5e étape de la ligue de diamant 2012, elle finit 7e du 100 mètres haies en 13 s 15 (SB) derrière notamment Sally Pearson (12 s 49 (MPMA, record du meeting)) et Kristi Castlin (12 s 56, PB).
Elle met un terme à sa carrière en mars 2016 à la suite de nombreuses blessures.

## Palmarès
| Date | Compétition                   | Lieu      | Résultat | Épreuve     |
| ---- | ----------------------------- | --------- | -------- | ----------- |
| 2009 | Championnats d'Europe espoirs | Kaunas    | 6e       | 100 m haies |
| 2010 | Championnats d'Europe         | Barcelone | 7e       | 100 m haies |
| 2011 | Championnats d'Europe espoirs | Ostrava   | 2e       | 100 m haies |